# 科里-富克斯反应
科里-富克斯反应，又称拉米雷斯-科里-富克斯反应，指醛与四溴化碳和三苯基膦反应，发生一碳同系化生成二溴烯烃，然后再用正丁基锂处理而得到末端炔烃。
反应由美国化学家艾里亚斯·詹姆斯·科里和菲利普·L·富克斯的名字命名。与早期Desai等制取二溴烯烃的方法相比，锌粉的加入促进了叶立德中间体的生成，从而减少了三苯基膦的用量，分离更易，产率更高。对于敏感的底物，需用三乙胺代替锌才能取得较好的效果。
选用适宜的碱，可使反应也可停在1-溴代炔一步。溴代炔和末端炔烃是有机合成中很有用的官能团。
近来工业界发展了三氯乙酸的等价合成方法，解决了大量合成中副产物三苯基氧膦的难处理问题，使反应用于大规模的制备。

## 反应机理
目前普遍接受的机理为，首先三苯基膦亲核进攻四溴化碳夺取一个溴离子，生成鏻离子，它受到同时生成的溴仿负离子的亲核取代，形成二溴亚甲基磷叶立德。之后与维蒂希反应类似，二溴亚甲基碳与醛羰基进行亲核加成，形成的两性中间体环化为氧磷杂环丁烷，进一步消除为三苯基氧膦和二溴烯烃。
二溴烯烃与正丁基锂交换为锂代二溴烯烃，它发生β-消除生成溴代末炔。溴代末炔与正丁基锂再交换为末炔锂，末炔锂最后经水或卤代烃等亲电试剂处理，得末端炔或内炔。